# Johann Jakob Redinger
Johann Jakob Redinger (* 24. August 1619 in Neftenbach; † 10. März 1688 in Zürich) war ein Schweizer evangelischer Geistlicher und Philologe. 1656 lernte er in Amsterdam den Philosophen und Theologen Johann Amos Comenius kennen, ab 1658 wirkte er in Frankenthal (Pfalz) als Rektor einer Lateinschule, 1664 versuchte er den Grosswesir in Konstantinopel von der nahenden Endzeit in Kenntnis zu setzen, und 1666 liess er dem französischen König Comenius’ chiliastische Schrift Lux in tenebris überbringen.

## Leben

### Familie
Johann Jakob Redinger war der Sohn des hessischen Schreiners Christian Redinger († 1625) und dessen Ehefrau Verena (geb. Schlang) (1592–1621) aus Neftenbach. Sein Bruder war Bernhard Redinger (* Februar 1621). Aus der zweiten Ehe seines Vaters mit Elisabeth (geb. Sprenger) hatte er zwei Halbgeschwister.
Johann Jakob Redinger war mit Barbara († 25. Oktober 1690), Tochter des Dichters Johann Wilhelm Simler, verheiratet; die Ehe wurde 1667 geschieden; gemeinsam hatten sie vier Kinder.

### Ausbildung
Er erhielt ab 1630 eine Vor-Ausbildung zum Pfarrer an der Lateinschule am Fraumünster bei Johann Rudolf Stucki († 1660) in Zürich, das er am Kollegium humanitas und am Collegium Carolinum fortsetzte; seine Prüfung erfolgte unter anderem gemeinsam mit dem späteren Theologen Johann Heinrich Hottinger.

### Tätigkeit als Geistlicher
Während des Dreissigjährigen Krieges war er von 1642 bis 1646 Feldprediger bei Oberst Hans Jakob Rahn im Piemont und in Katalonien.
Er wurde am 30. Mai 1646 vom Zürcher Rat zum Pfarrer in Dietikon-Urdorf gewählt. Zur Pfarrei gehörten die Gemeinden Urdorf, Dietikon und Spreitenbach; der Sitz des Pfarrers war in Ober-Urdorf; die Bevölkerung von Dietikon und Spreitenbach war überwiegend katholischen Glaubens. 1647 schlug er die Vereinigung der beiden Pfarreien Urdorf und Dietikon mit Sitz des Pfarrers im Pfarrhaus Urdorf sowie die Einsetzung eines besonderen Geistlichen in Dietikon vor. Er intensivierte von 1648 an die Katechisation in allen Gemeinden und liess auch die Kapelle in Urdorf umbauen, zu deren Spendern unter anderem Oberst Johann Jakob Rahn gehörte, dazu sorgte er auch dafür, dass eine reformierte Schule in Dietikon errichtet wurde.
Redinger führte immer wieder Klage gegen das Vorgehen und Verhalten des Klosters Wettingen und des Abts Niklaus von Flüe gegenüber der reformierten Gemeinschaft, sodass es am 18. Juli 1647 zu einer Konferenz zwischen dem Zürcher Bürgermeister Rahn, dem Statthalter Leu und dem Abt kam; es endete damit, dass der Abt versprach, den Klagen Abhilfe zu schaffen. Daraufhin suchte Redinger am 22. Juli 1647 den Abt auf, der nun jedoch begann, mit Ausflüchten zu argumentieren, worauf Redinger sich am 29. Juli 1647 erneut an den Rat wandte. Im Laufe der nächsten Jahre nahmen die Reibereien immer mehr zu, unter anderem, weil der Abt den reformierten Gemeindeangehörigen Vorschriften machen wollte und Verbote aussprach.
Während kriegerischer Handlungen zwischen Zürich und dem Kanton Schwyz, als Rapperswil von den Zürchern belagert werden sollte (siehe auch Belagerung von Rapperswil), liess Redinger den Prediger von Dietikon, einen Mönch des Klosters Wettingen, festnehmen und nach Zürich bringen. Hierauf führte der Landvogt in Baden eine Beschwerde gegen Redinger beim Rat in Zürich. Der Rat entschied, dass Redinger zu der Festnahme nicht befugt war, zumal eine Untersuchung nicht Belastendes gegen den Pfarrer ergab, und enthob ihn seines Amtes in Urdorf.

### Tätigkeit als Soldat
Weil Redinger sich weiterhin für die reformierte Sache einsetzte, ging er während des Ersten Villmergerkrieges Anfang Januar 1656 als Hauptmann in das Lager des Generaladjutanten Bürkli nach Oberwil im Freiamt. Gemeinsam mit dem Generaladjutanten und Rittmeister Hans Konrad Escher kundschaftete er am 10. Januar 1656 an der Reuss einen Platz aus, von dem die Truppen übergesetzt werden konnten, um sich dann mit den Bernern zu vereinen; hierbei wurden alle, bis auf Bürkli, gefangen genommen. Im März 1656 erfolgte, im Tausch gegen andere Gefangene, seine Freilassung. Seine Familie kam inzwischen bei seinem Schwager, Münzmeister Hans Heinrich Simmler (1609–1686), unter.

### Aufenthalt in Schaffhausen
In der Folgezeit wurde er, auch aufgrund des Drucks der Fünf Katholischen Orte, am 19. Juli 1656 ausgewiesen, daraufhin zog er in die Niederlande. Noch vor seiner Ausweisung liess er in einer Auflage von 1.500 Exemplaren in Schaffhausen bei Johann Kaspar Suter sein lateinisch-deutsches Wörterbuch Latinisher Runs der Tütshen Sprachkwäl drucken, in der er beweisen wollte, dass die deutsche Sprache die Mutter der griechischen, lateinischen, italienischen, französischen und spanischen Sprache sei. Während des Aufenthaltes in Schaffhausen verkehrte er viel mit Stepan Spleiss (1623–1693), Rektor der dortigen Lateinschule (heute: Kantonsschule Schaffhausen), der sich mit der Erforschung zur Verbesserung des Lateinunterrichtes beschäftigte. Spleiss war auch ein Anhänger von Johann Amos Comenius, dessen Lateinbuch Janua ebenfalls 1656 in Schaffhausen bei Suter gedruckt worden war. Aus dieser Bekanntschaft mit Spleiss knüpfte er dann die ersten Kontakte zu Camenius. In Schaffhausen fasste Redinger den Entschluss, als Lehrer weiter tätig zu sein, zumal er die hebräische, lateinische, griechische, französische, italienische und spanische Sprache beherrschte.

### Aufenthalt in Amsterdam 1656
Nach seiner Ausweisung aus Zürich reiste er zu Comenius nach Amsterdam. Auf der Hinreise lernte er in Frankfurt am Main den Apotheker Hans Konrad Lavater (1628–1691) kennen, Ur-Grossvater des späteren Pfarrers Johann Caspar Lavater, der ihm Geld zur Weiterreise lieh.
Nachdem er am 4. Oktober 1656 in Amsterdam eintraf, übernahm er am 10. März 1657 eine Klasse mit 20 Schülern in der Lateinschule von Comenius. Er liess auch einige Bücher von Comenius drucken und übergab den Erlös zur Verwaltung an Johann Anton Pestalozzi (1641–1663), der ursprünglich im Auftrag seines gleichnamigen Vaters Geschäfte in Amsterdam tätigte und nach dessen Tod dort blieb; dieser Johann Anton Pestalozzi nahm auch regen Anteil an der schriftstellerischen Tätigkeit von Comenius.

### Tätigkeit als Rektor
Redinger, der sich inzwischen einen Namen als Lehrer der alten Sprachen und als Sprachmethodiker gemacht hatte, wurde im Oktober 1658 von der kurpfälzischen Regierung als Rektor der Lateinschule (heute: Albert-Einstein-Gymnasium), die bereits 1638 gegründet worden war, nach Frankenthal berufen. Neben der Schulleitung begann er mit der Übersetzung einiger lateinischer Bücher von Comenius ins Deutsche. Das erste Schulbuch, dass er in Frankenthal herausgab, war 1659 die Komenische Sprach-Lehr. Im gleichen Jahre wurde er von dem Kurfürsten der Pfalz, Karl Ludwig, beauftragt, den Unterricht am neugegründeten Gymnasium nach der Comenianischen Methode einzurichten. Er begann nun auch, sich mit den prophetischen Schriften von Comenius zu beschäftigen, und kam zu dem Schluss, dass die Türken die christliche Religion bedrohen würden.

### Reisen im Rahmen der Verbreitung von Schriften
Im April 1664 nahm er einen sechswöchigen Urlaub, um in seine Heimat in die Schweiz zu reisen, um dort die Prophezeiungen von Comenius den weltlichen und geistlichen Räten zu übergeben. Am 26. April 1664 überreichte er in Schaffhausen einige Exemplare an Bürgermeister Meier, am 29. April 1664 in Zürich an den Bürgermeister Hans Heinrich Rahn (1593–1669), am 2. Mai 1664 einige Exemplare an den Bürgermeister Johann Rudolf Wettstein in Basel und am 7. Mai 1664 an Schultheiss Niklaus Dachselhofer in Bern.
Aufgrund von Träumen und Gesichtern, die er hatte, reiste er weiter nach Frankreich und traf am 2. Juni 1664 in Fontainebleau ein. Über einen Gardehauptmann liess er König Ludwig XIV. mehrere Exemplare der Prophezeiungen von Comenius zukommen; weitere überreichte er Marschall Henri de La Tour d’Auvergne, vicomte de Turenne.
Von Fontainebleau reiste er weiter nach Paris und übergab am 6. Juni 1664 mehrere Exemplare dem Erzbischof Hardouin de Perefixe; vierzehn Tage später reiste er nach Frankenthal zurück.
Dort erfuhr er, das ihm bereits vor seiner Rückkehr durch den Kurfürsten gekündigt worden war, weil sich der Kaiserliche Gesandte aus Regensburg über sein öffentlich aufrührerisches Verhalten gegen das Haus Österreich beschwert hatte, ebenso beklagte sich der französische König wegen eines Schreibens, dass Redinger verfasst und an den König gesandt hatte. Dies veranlasste Redinger einen Drohbrief an den Kurfürsten zu verfassen; dies führte in der Folge dazu, dass er dann innerhalb von acht Tagen mit Frau und Kindern des Landes verwiesen wurde.
In einer Bittschrift an den Kurfürsten bat Redinger um eine Fristverlängerung für seine Ehefrau und die Kinder, damit diese den Besitz veräussern konnten; der Bitte wurde stattgegeben, es blieb jedoch bei seiner eigenen Ausweisung.

### Reise in die Türkei
Weil er erkannt haben wollte, was die Christen von seinen Offenbarungen hielten, fasste er nun den Entschluss, diese Offenbarungen den Türken und Juden zu überbringen, um ihnen den Willen Gottes anzuzeigen. Er reiste über Frankfurt am Main, Leipzig und Prag nach Wien, überquerte heimlich die Donau sowie die Waag und kam im September 1664 in das türkische Heerlager in Neuhäusl an; bei seiner Ankunft wurde gerade nach dem Türkenkrieg 1663/1664 ein Friede zwischen den Kaiserlichen und den Türken geschlossen.
Er erhielt eine Audienz beim Grosswesir Köprülü Fâzıl Ahmed Pascha und versuchte, diesen zum Christentum zu bekehren, bis dieser ihn fragte, ob er nicht Türke werden wollte. Als er antwortete, das sei unmöglich, aber er sei überzeugt, dass die Türken Christen werden wollten, wurde er aus der Audienz entlassen und fand Quartier im Zelt des Dolmetschers.
Drei Tage später wurde er erneut zum Grosswesir geführt und musste diesem die Offenbarungsschriften erklären, der sich dann mehrere Stunden mit ihm unterhielt. Redinger bat den Grosswesir, ihn nach Konstantinopel begleiten zu dürfen und wurde darauf zum siebenbürgischen Gesandten Ladislaus Balo geführt, unter dessen Schutz er in den folgenden sechs Wochen stand.
Nach dem Friedensschluss am 10. August 1664 reiste er mit dem türkischen Heer nach Mohacs und versuchte, bei den Soldaten die türkische Sprache zu erlernen. Bei der Ankunft in Mohacs warnte ihn Balo, dass der Grosswesir beabsichtige, ihn in Griechisch-Weißenburg heimlich hinrichten zu lassen, worauf Redinger die Flucht ergriff.

### Fortsetzung der Reisen zur Verbreitung von Schriften
Mit einem siebenbürgischen Adeligen reiste er nach Schässburg und suchte dort den siebenbürgischen Fürsten Michael I. Apafi auf, dem er ebenfalls die Offenbarungen überreichte. Der Fürst schenkte ihm daraufhin ein Pferd und stellte ihm einen Passbrief aus.
Er reiste nun über Zathmar und Eperies nach Lednitz und hielt sich dort zwei Tage beim Propheten Mikuláš Drabík auf. Drabík setzte ihm vor seinem Abschied noch ein «Ermahnungsschreiben» in lateinischer Sprache auf, mit dem Datum vom 14. Dezember 1664, dass an die evangelischen Kur- und Reichsfürsten, Stände und Städte gerichtet war; das Schreiben wurde von Redinger in das Deutsche übersetzt. Während der Weiterreise kopierte er das Schreiben und sandte es an den Herzog von Schlesien, Johann II. Kasimir, Kurfürst Johann Georg II. von Sachsen und Kurfürst Friedrich Wilhelm von Brandenburg sowie nach Stuttgart, Nürnberg, Ulm, Regensburg, Bern, Basel und Schaffhausen. Ein Exemplar überbrachte er später dem Bürgermeister von Zürich. Gleichzeitig verbreitete er auch ein Register der Offenbarungsschriften sowie eine besondere, gegen das Haus Österreich gerichtete Klageschrift Ungarns, die vermutlich ebenfalls von Drabík stammte. In Sachsen wurde er durch verschiedene Räte, in Brandenburg durch den Kurfürsten persönlich und in Kassel ebenfalls durch Räte angehört.
Am 16. Januar 1665 kehrte er zu seiner Familie nach Frankenthal zurück und wurde umgehend für mehr als drei Wochen im Schulhaus in Gewahrsam genommen, bis er erneut ausgewiesen wurde.
Er ging zunächst nach Strassburg und hielt sich dort fünf Wochen auf, bemühte sich jedoch vergeblich um eine Anstellung. Nachdem er auch aus Strassburg vertrieben worden war, fand er Schutz beim Herzog Friedrich Ludwig in Meisenheim, der ihn auch bei nächster Gelegenheit als Rektor oder Lehrer anstellen wollte, allerdings ergab sich diese Gelegenheit nicht. Redinger unterhielt in dieser Zeit einen regen Briefwechsel mit seiner Ehefrau und den Kindern, die ihm zu seinem Verhalten heftige Vorwürfe machten.
Ohne Aussicht auf eine Anstellung zog er weiter zum Kurfürsten Karl I. Ludwig nach Mannheim; dort wurde er unmittelbar nach seiner Ankunft festgenommen und mit einem Fußband in das Stockhaus gelegt. Inzwischen hatte seine Ehefrau den gesamten Besitz in Frankenthal verkauft und war mit den Kindern nach Zürich gezogen.

### Aufenthalt in der Schweiz
Nach Redingers Haftentlassung zog er auch in die Schweiz und wurde nach seiner Ankunft in Zürich auch dort in Haft genommen. Kurz darauf wurde ihm der Prozess gemacht, weil er seine Familie verlassen und nicht mehr deren Unterhalt gesorgt hätte. Seine Rechtfertigung, dass sein Handeln dem göttlichen Willen entsprochen hätte und sein Sinnen und Tun nur auf das Wohl der Menschheit abgezielt habe, führte dazu, dass man ihn für einen Schwärmer und halbverrückten Menschen hielt, der eigentlich in ein Spital gehöre, dies lehnte Redinger jedoch ab.
Nachdem Redinger nach seiner Verteidigung aus der Haft entlassen worden war, durfte er nicht zu seiner Familie zurückkehren und wohnte beim Wundarzt Heinrich Gessner. Weil der Rat der Stadt Zürich nicht seiner Bitte entsprach, seine Frau zu zwingen, wieder zu ihm zu ziehen, entschloss er sich, wieder nach Holland zu ziehen. Kurz zuvor schrieb er noch an seinen Bruder Bernhard in Neftenbach, dieser möge gemeinsam mit Oberst Lochmann, Ratsherr David Holzhalb und dem Wundarzt Heinrich Gessner dafür Sorge zu tragen, dass die vier ältesten Kinder zu Handwerkern ausgebildet werden, jeglichen Schriftverkehr möge sein Bruder an die Adresse von Anton Pestalozzi in Amsterdam senden.
Am 24. August 1665 stellten ihm der Bürgermeister und der Rat der Stadt einen Pass aus, damit er die Reise nach Holland antreten konnte; dazu erhielt er auch noch vom Antistes Johann Jakob Ulrich (1602–1668) ein Empfehlungsschreiben.

### Aufenthalt in Amsterdam 1665
Redinger brach am 27. August 1665 mit einem Schiff zu seiner Reise auf und fuhr den Rhein hinunter. Nach seiner Ankunft in Amsterdam suchte er Comenius, den evangelischen Pastor und Mitarbeiter von Comenius, Johannes Rulicius (1602–1666) und den Handelsherrn Lorenz de Geer auf und berichtete diesen von seinem Vorhaben, in der Kriegsflotte anzuheuern; diese berichteten ihm dann jedoch, dass es hierzu bereits zu spät sei. Sie empfahlen ihm, wenn er der Niederlande dienen wolle, möge er einige tausend Eidgenossen anwerben, um gegen den Bischof von Münster, Christoph Bernhard von Galen, zu ziehen. Hierzu reiste er nach Grafenhag und richtete ein Schreiben an die Herren der Generalstaaten, worin erklärte, dass er geneigt sei, aus Liebe zur wahren reformierten Religion ... den Herren einen angenehmen Dienst zu leisten durch die Beschaffung einiger tausend Mann aus den reformierten schweizerischen Kantonen ... und seine Dienste anzutragen; hierzu legte er auch das Empfehlungsschreiben des Antistes bei.
Er übergab an den Vertreter der Provinz Gelderland, Herrn von Brackel, eine Beschreibung eines Schweizerischen Regimentes mit monatlicher Beistellung, 2000 Mann unter 12 Fahnen, mit der Nennung der entsprechenden Personalkosten. Den Vertretern der Generalstaaten waren die geforderten Beträge jedoch zu hoch. Mit einem Geldgeschenk in Höhe von 150 Gulden wurde sein Ersuchen am 12. Oktober 1665 abgelehnt.
Nach dem Scheitern der Verhandlungen wohnte er zunächst bei Comenius in Amsterdam und erhielt Übersetzungsaufträge von Comenius und Lorenz de Geer. Zu diesen Übersetzungen gehörte auch die Publikation des Syllogismus orbis terrarum practicus, einer prophetischen Streitschrift gegen das Papsttum und das Haus Österreich. Comenius hatte ihm die lateinische Schrift zur Prüfung überlassen und er sollte sie für Lorenz de Geer in das Deutsche übersetzen. Anfang 1666 vollendete Comenius auch seine Offenbarungsschrift Lux e Tenebris («Licht aus der Finsternis»), die dem französischen König als erstem Leser überreicht werden sollte.

### Reise nach Frankreich und Verbleib in der Schweiz ab 1666
Redinger erhielt den Auftrag, die Botschaft zu überbringen, weil er bereits zwei Jahre zuvor mit einem Auszug aus den Offenbarungen dahin gereist war. Am 9. März 1666 überreichte er den Syllogismus an den Erzbischof in Paris und am 16. März 1666 dem Grafen Comingis die chiliastische Schrift Lux e Tenebris, der diese an den König weitergab. Kurz darauf reiste er über Mömpelgard und Basel nach Baden im Aargau; seine Ehefrau und Schwiegermutter, die im Gasthof wohnten, weigerten sich, ihn zu empfangen, trotzdem hielt er sich fünf Wochen im gleichen Gasthof auf.
Nachdem sich Comenius für Redinger beim Antistes in Zürich eingesetzt hatte, traf dieser dort Ende Juni 1666 ein. Weil er den Syllogismus drucken lassen wollte, musste er sich am 4. Juli 1666 vor den Verordneten beider Stände, des weltlichen und geistlichen, auf der Chorherrenstube beim Grossmünster wegen seines Verhaltens verantworten. Mitte Juli musste er erneut auf die Chorherrenstube und vor den Chorherren und drei Verordneten des Rats Rede und Antwort stehen. Ihm wurde erneut sein Einsatz wegen den Offenbarungsschriften vorgeworfen, dazu warf man um Untreue gegenüber seiner Ehefrau und Verletzung der Vaterpflichten vor, allerdings wurde seiner Bitte auch nicht entsprochen, wieder mit seiner Familie zusammen leben zu wollen; weiterhin warf man ihm vor, die Christen bei den Türken verraten und einen Aufruhr unter den Kur- und Reichsfürsten, Ständen und Städten angerichtet zu haben. Seinetwegen sei die evangelische Bevölkerung in Frankreich wieder mehr verfolgt worden, dazu habe er einen unsoliden Lebenswandel geführt. Dies veranlasste den Rat, ihn für drei Wochen im Gefängnis in Haft zu nehmen. Durch diese Massnahme wurde Redinger dazu bewegt, sich von den Offenbarungen loszusagen, allerdings bereute er dies dann sein Leben lang. Den Widerruf zu den Offenbarungsschriften übersandte er an seine Ehefrau, und dieser kam, durch Vermittlung ihres Bruders, an die Obrigkeit.
Kurz darauf wollte er sich gewaltsam Zugang zu seiner Ehefrau verschaffen, indem er ihre Zimmertür im Gasthof eindrückte. Er setzte darauf ein Schreiben an die Obrigkeit auf, in dem er namentlich den Antistes und seinen Schwager angriff, die ihn verfolgen würden. Der Rat erkannte auf dieses Schreiben, dass die Eheleute Redinger am 3. November 1666 seit über einem Jahr zu Bett und Tisch geschieden seien, worauf er das Land verlassen solle. Hierzu werde er eingekleidet und erhalte etwas «Zehrgeld». Für seine Reise stellte er Forderungen nach Empfehlungsschreiben und die Herausgabe des Offenbarungsbuches. Die Chorherren drangen nun darauf, ihn in ein Spital einweisen zu lassen. Sein darauf verfasstes Anklageschreiben gegen seine «Verfolger» führte dazu, dass er Weihnachten 1666 vom Rathaus ins Spital gebracht wurde.
Als er nach Neujahr 1667 aus dem Spital entlassen wurde, war er entschlossen, im katholischen Luzern den Tod zu suchen, weil diese besonders erbittert gegen seine Schriften vorgegangen waren. In Luzern schrieb er einen Brief an den Schultheissen und den Rat der Stadt Luzern, den er dann seinem Gastwirt zum Lesen gab. Der Wirt hielt ihn darauf zwei Tage auf und riet ihm von seinem Vorhaben ab, wenn er dem Schultheiss nicht auch zugleich die Bücher übergeben könne.
Redinger entschloss sich, die Bücher nun selbst aus Zürich zu holen. Auf dem Weg dorthin traf er den Weibel von Knonau; dieser eröffnete ihm, er habe den Auftrag vom Landvogt, ihn gefangen zu nehmen und zum Rathaus in Zürich zu bringen. Die Gefangennahme solle erfolgen, weil Redinger in Rifferswil gedroht habe, die Herren von Luzern aufzufordern, feindlich in die Landschaft Zürich einzufallen und sengen und brennen sollten.
Nach einem Verhör in Zürich wurde seine Überweisung in das Gefängnis Wellenberg in der Limmat beschlossen. Der Rat, der sich inzwischen erneut beraten hatte, fand schliesslich, Redinger sei ein Weigelianer und Wiedertäufer und verfügte am 30. Januar 1667 seine Verlegung in die Wiedertäuferstube in Oetenbach.
Am 1. August 1667 musste Redinger vor dem Ehegericht erscheinen und bekundete dort Besserung; er wolle sich zukünftig mit Sprachforschung beschäftigen. Das Ehegericht vertage sich daraufhin und wollte die Sache nochmals dem Rat vorlegen.
Weil er durch die Haftbedingungen erkrankt war, wurde eine fünfwöchige Kur in Baden verordnet. Auf dem Weg zum Schiff, dass ihn dorthin bringen sollte, erfuhr er, dass ein Päckchen bei Pestalozzi in Zürich für ihn verwahrt sei; dieses liess er sich nach Baden nachsenden. In dem Päckchen befanden sich drei Exemplare Lux e Tenebris, die Comenius an den Zürcher Antistes gesandt hatte, die dieser dann über Pestalozzi wieder an Redinger übersandte. Von diesen Exemplaren liess er eines dem Schultheiss Tachselhofer und eines dem Rat der Stadt Bern zukommen. Er begann nun auch wieder, trotz Warnungen, von den Offenbarungsschriften zu reden.
Anfang Oktober 1667 kehrte er nach Zürich zurück und am 5. Oktober 1667 entschied das Ehegericht, dass die Ehe geschieden sei und Redinger in das Spital eingewiesen werden müsse; er blieb dort die folgenden zwanzig Jahre; erhielt aber kurzfristig im Sommer 1680 die Freiheit. Nachdem er in dieser Zeit sofort wieder begann, über die Offenbarungen zu sprechen, wurde er erneut in das Spital eingewiesen und blieb dort bis zu seinem Lebensende. Während seines Aufenthaltes im Spital unterhielt er unter anderem einen regen freundschaftlichen Briefwechsel mit dem Zürcher Kaufmann Heinrich Römer (1628–1697) in Frankfurt am Main, der ihn auch finanziell bei der Drucklegung seiner Schriften unterstützte.

## Schriften (Auswahl)
- Latinisher Runs der Tütshen Sprachkwäl, Oder: Latinish Tütshes wortbüchlin: In welchem durch äinen lichten griff, mit etlich hundert bispilen gewisen wird, wie die Latinishe Sprach us der Tütshen geflossen. Suter, Schaffhausen 1656.
- Jan Amos Komenský; Johann Jakob Redinger: Comeniana grammatica primae classi Franckenthalensis Latinae scholae destinata ut et harmonica nomenclatura Germanice versa et collecta a Iacobo Redingero. Komenische Sprach-Lehr, dem ersten Häufflein der Franckenthalischen Lateinischen Schul bestimmet, wie auch gleichdeutendes Wort-Buchlein verteutschet und gesamlet von Jakob Redinger. Lasche, Hannover 1659.
- Johann Amos Comenius; Johann Jakob Redinger: Des Johan Amos Komenius Spielschule oder Lebendiger Künsten-Kreis. Goetze, Frankfurt 1659.
- Johann Amos Comenius; Johann Jakob Redinger; Thomas Matthias Götze; Nikolaus Kuchenbecker: Johannis Amosi Comenii Prima Pars Scholasticae Eruditionis, dicta, Vestibulum Continens Fundamenta Rerum, Et Sapientiae nostrae circa Res, ut & Vocabula primitiva Latinae Linguae: adornatum Iuxta leges novissimae Methodi. Kuchenbecker, Frankfurt 1662.
- Jakob Redingers reise in das Türkische Heerläger, wie es ihm dort, und in der rukreise ergangen. 1664. Nach dem Original im Staatsarchiv Zürich veröffentlicht von Fr[iedrich Zollinger]. In: Zürcher Taschenbuch. Band 19, 1896, S. 215–250 (Digitalisat).
- Johann Amos Comenius; Jakob Redinger; Joannes Seidelius; Philipp von Zesen: J. A. Comenii Portael der Saecken en Spraecken. Vestibulum Rerum et Linguarum. Die Vorthüre der Sachen und Sprachen. Amsterdam 1673.
- Himelische Zeitungen, von dem frölichen Ausgang gegenwertiger schwerer Kriegen. Zürich, 1678.
- Johann Jakob Redinger; Johann Alexander Boener; Leonhard Loschge; Christoph Gerhard: Vorpforte der Schul Unterweisung. Noribergae: Loschge 1678.
- Jan Janszoon Struys; Jakob Redinger: Unglükliche Schiffs-Leute oder Merkwirdige Reise zwenzig Holländeren, welche auß Befehl des christlichen reussischen Keisers in der Moscau ein grosses Schiff gebauet. Müller, Zürich 1679.
- Beständige Bluetzeugen in dem wahren christlichen Glauben, oder, Glaubwürdiger Bericht von des Johann Ruedolf Stadlers, Uhrenmachers von Zürich, standhaftem Tood in der persischer Haubtstat Ispahan. Zürich 1680.